# EuroBOSS Series
A EuroBOSS Series (oficialmente denominada BOSS GP Series) é um campeonato de automobilismo disputado na Europa, com carros utilizados anteriormente em categorias de ponta do esporte mundial. A primeira temporada foi disputada em 1995, com o nome BOSS Formula. A temporada atual da EuroBOSS Series é aberta a carros de Fórmula 1 construídos antes de 2004 (até 31 de dezembro de 2003) ou qualquer chassis da Indy, Champ Car e Fórmula 3000, sem limite para a capacidade dos motores. 
O campeonato da EuroBOSS é o equivalente europeu ao USBOSS e ao OZBOSS. Enquanto a maioria do grid da EuroBOSS é composta por carros da Fórmula 1, a USBOSS tem maioria de chassis da Indy ou ChampCar. 
A média de participação por prova fica em torno de 12 a 15 carros. No entanto, em algumas ocasiões chegou a largar com apenas cinco carros.
Os monopostos mais vistos na categoria são Benetton, Jordan, Tyrrell, Minardi e até mesmo uma Ferrari V12 já participou. Outros carros frequentes são Lola e Reynard que disputaram o campeonato da CART.

## Campeões

### BOSS Formula e EuroBOSS
| Ano  | Piloto            | Equipe                     |
| ---- | ----------------- | -------------------------- |
| 1995 | Klaus Panchyrz    | Mönninghoff Racing         |
| 1996 | Johan Rajamaki    | Rajamaki Racing            |
| 1997 | Nigel Greensall   | European Aviation          |
| 1998 | Nigel Greensall   | European Aviation          |
| 1999 | Tony Worsick      | Worswick Engineering       |
| 2000 | Dave Hutchinson   | Kockney Koi Yamitsu        |
| 2001 | Tony Worsick      | Worswick Engineering       |
| 2002 | Earl Goddard      | Kockney Koi Yamitsu        |
| 2003 | Klaas Zwart       | Team Ascari                |
| 2004 | Scott Mansell     | Mansell Motorsport         |
| 2005 | Patrick d’Aubreby | Team Griffiths/Team Ascari |
| 2006 | Klaas Zwart       | Team Ascari                |
| 2007 | Klaas Zwart       | Team Ascari                |
| 2008 | Ingo Gerstl       | TopSpeed                   |
| 2009 | Henk de Boer      | De Boer Manx               |
| 2010 | Damien Charveriat | Zele Racing                |

### BOSS GP Series
| Ano  | Piloto                                                                          | Equipe                    |
| ---- | ------------------------------------------------------------------------------- | ------------------------- |
| 2010 | Klaas Zwart (Open) Karl Heinz Becker (Masters)                                  | Team Ascari               |
| 2011 | Klaas Zwart (Open) Ingo Gerstl (Formula Class) Norbert Gruber (Masters)         | Team Ascari               |
| 2012 | Klaas Zwart (Open) Bernd Herndlhofer (Formula Class) Johann Ledermair (Masters) | Team Ascari               |
| 2013 | Gary Hauser (Open e Formula Class) Hans Laub (Masters)                          | Racing Experience         |
| 2014 | Jakub Śmiechowski (Open e Formula Class) Hans Laub (Masters)                    | Inter Europol Competition |
| 2015 | Klaas Zwart (Open) Johann Ledermair (Formula Class) Hans Laub (Masters)         | Não houve                 |
| 2016 | Ingo Gerstl (Open) Christopher Brenier (Formula Class)                          | Não houve                 |
| 2017 | Ingo Gerstl (Open) Mahaveer Raghunathan (Formula Class)                         | Não houve                 |
| 2018 | Ingo Gerstl (Open) Florian Schnitzenbaumer (Formula Class)                      | Não houve                 |
| 2019 | Ingo Gerstl (Open) Marco Ghiotto (Formula Class)                                | Não houve                 |
| 2020 | Ingo Gerstl (Open) Marco Ghiotto (Formula Class)                                | Não houve                 |